# La Haye-Aubrée
La Haye-Aubrée település Franciaországban, Eure megyében. Lakosainak száma 419 fő (2022. január 1.). La Haye-Aubrée Étréville, Éturqueraye, La Haye-de-Routot, Routot és Vatteville-la-Rue községekkel határos.

## Népesség
A település népességének változása:
| Lakosok száma | 292  | 346  | 381  | 415  | 466  | 466  | 462  | 458  | 453  | 419  |
|               | 1968 | 1982 | 1990 | 2006 | 2013 | 2015 | 2017 | 2019 | 2020 | 2022 |